# Patrick White
Patrick Victor Martindale White (Londra, 25 maggio 1912 – Sydney, 30 settembre 1990) è stato uno scrittore, drammaturgo e saggista australiano.
È stato uno dei maggiori scrittori del ventesimo secolo. Nella sua carriera ha pubblicato dodici romanzi, due raccolte di racconti, otto drammi e altre opere non narrative. Nella sua narrativa cambia frequentemente il punto di vista attraverso il quale la vicenda viene narrata e fa uso della tecnica del flusso di coscienza. Nel 1973 è stato insignito con il Premio Nobel per la letteratura.

## Infanzia e adolescenza
White nacque a Londra, nel distretto di Knightsbridge, in una famiglia della borghesia terriera australiana di origini inglesi, che sei mesi dopo la sua nascita ritornò in Australia. Durante l'infanzia White visse in un appartamento con la sorella (di due anni più giovane), una bambinaia e una cameriera, mentre i genitori vivevano in un appartamento attiguo. A quattro anni White manifestò i primi sintomi dell'asma che lo avrebbe accompagnato per tutta la vita, una malattia che non gli permise di giocare e socializzare con gli altri bambini, obbligandolo ad una solitudine forzata, una condizione che lo costrinse ad usare l'immaginazione e che accentuò il suo carattere solitario. I suoi genitori cercarono di dargli la migliore istruzione e sua madre cominciò presto a portarlo a teatro, di cui White si innamorò immediatamente. Dopo due anni e mezzo di scuola a Cranbrook (Kent), l'asma di White si acuì e i genitori lo iscrissero alla Tudor House School, un collegio sulle Southern Highlands, nel Nuovo Galles del Sud, dove l'aria era più salubre. Dato l'isolamento forzato in cui aveva vissuto faticò ad adattarsi alla presenza di altri bambini. Fu in questo periodo che scrisse i primi drammi (The Mexican Bandits e Love's Awakening) e un poema (The Tramp). Nel 1924, il collegio incontrò alcuni problemi finanziari e il suo direttore convinse i genitori di White a mandarlo in un collegio in Inghilterra, come del resto di usava nella borghesia australiana.
Nel 1925 iniziò la frequentazione del Southern College a Cheltenham. White lottò per adattarsi a questo nuovo ambiente, ma i compagni lo canzonavano per le sue origini australiane e questo lo isolò dal gruppo. Anni dopo definì l'esperienza al Southern come "una sentenza a quattro anni di prigione". White aveva dei parenti in Europa, ma nonostante gli facesse visita in occasione delle vacanze furono una presenza sempre molto lontana. In questo periodo ebbe un unico amico, Ronald Waterall, anch'esso appassionato di teatro. Scrive il più autorevole tra i biografi di White, David Marr, che i due erano soliti sostare vicino all'entrata degli artisti per vederli di sfuggita, sovente scacciati dalle ragazze del coro. Quando Waterall lasciò la scuola, White si chiuse nuovamente in sé stesso. Chiese ai genitori se poteva lasciare la scuola per diventare uno scrittore o un attore di teatro e giunsero ad un compromesso, obbligandolo a finire la scuola e ritornare in Australia per provare la vita da agricoltore, nonostante fosse una delusione per loro dato il suo scarso rendimento. Passa molto tempo a scrivere, componendo alcune poesie (che la madre pubblicò a proprie spese in un volumetto intitolato Thirteen Poems e una prima parte del romanzo Maelstorm.

## Viaggi per il mondo
Nei due anni successivi White lavorò come jackaroo prima in una fattoria sul fiume Monaro e successivamente da uno zio a Walgett. I genitori di White consideravano un dovere del figlio occuparsi delle terre della famiglia e speravano che, una volta diventato jackeroo, le sue ambizioni artistiche scemassero, ma al contrario riuscì a scrivere tre romanzi rimasti inediti, The Immigrants, Sullen Moon e Finding Heaven, e studiò per gli esami di ammissione ad un corso di storia al King's College di Cambridge.
Data la sua palese inadeguatezza a quel tipo di lavoro White si trasferì in Inghilterra nel 1932 e iniziò a studiare tedesco e francese al King's College, recandosi spesso in Francia e Germania per migliorare l'apprendimento della lingua. Durante il primo semestre White si innamorò di un ragazzo entrato al college per diventare un sacerdote anglicano, ma tenne nascosti i suoi sentimenti per paura di perdere la sua amicizia. Tale ragazzo dopo un'impacciata relazione con due donne confessò a White di essere omosessuale a sua volta, e cominciarono una relazione. Mentre era a Cambridge pubblicò, a spese della madre, la raccolta di poesie The Ploughman and Other Poems, alcune delle quali già edite in Thirteen Poems, e scrisse un dramma che fu messo in scena da attori dilettanti. Scrisse anche altre poesie, e in particolare The Ploughman e Meeting Again vennero pubblicate nella rivista The London Mercury.
Nel 1935, appena laureatosi, si trasferì a Londra a casa dell'amico pittore australiano Roy de Maistre, un'amicizia molto importante per la sua vita artistica. De Maistre risiedeva in una zona di Londra molto frequentata da artisti e in questo ambiente White cercò di diventare un attore, ma dopo qualche tentativo fallito la scrittura divenne il suo interesse principale. Nel 1937 morì il padre di White lasciandogli un'eredità di diecimila sterline che gli consentì di dedicarsi alla scrittura a tempo pieno. In questi anni scrisse alcuni racconti che rimarranno inediti e il dramma Return to Abyssinia, ma fu con Valle felice che riuscì a guadagnarsi la fiducia di un editore. Il romanzo venne pubblicato nel 1939 e riscosse un buon successo in Inghilterra, diversamente dall'Australia. Lavorò anche ad un altro romanzo, Nightside, ma lo abbandonò dopo aver ricevuto dei commenti negativi, una decisione di cui si pentì.
Nella primavera del 1939 visitò gli Stati Uniti, in particolare Cape Cod e New York, dove scrisse The Living and the Dead, pubblicato nel 1941. Allo scoppio della seconda guerra mondiale ritornò a Londra e venne arruolato nella Royal Air Force come funzionario del servizi segreti ed inviato in Medio Oriente. Nel 1941 incontrò ad Alessandria d'Egitto Manoly Lascaris, il quale diventò il suo compagno per tutta la vita. Durante il periodo passato nell'esercito la pressoché totale impossibilità di scrivere gli causò molte sofferenze. Scrisse soltanto tre racconti: On the Balcony, The Sewing Machine e Tobruck e After Alep.

## La crescita della carriera di White

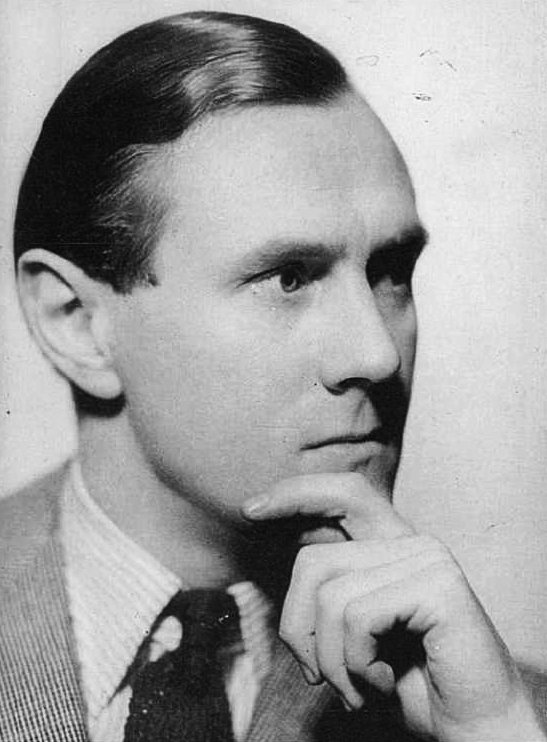
Patric White nel 1940 circa.

Nel 1946 White decise di trasferirsi in Australia col suo compagno nonostante sua madre, che nel frattempo si era trasferita a Londra, cercasse di dissuaderlo. Nell'ultimo periodo della sua residenza londinese iniziò a scrivere The Ham Funeral. Alla fine dell'anno partì per l'Australia, dove risiedette per i successivi diciotto anni in una vecchia casa a Castle Hill, nella periferia semi-rurale di Sydney. Iniziarono la coltivazione di fiori e ortaggi e l'allevamento di cani schnauzer, un'attività che occupava molto tempo a White, il quale non riuscì più a scrivere e temeva che la sua attività letteraria fosse giunta alla fine, con suo grande sconforto. A peggiorare la condizione di White, che si era dichiarato omosessuale, anche il clima di aperta censura cresciuto in quegli anni in Australia.
Riprese a scrivere solo nel gennaio del 1950, quando aveva più tempo libero grazie all'aiuto che i coniugi Kubic davano nella fattoria. L'anno successivo sorsero alcuni problemi con i Kubic, i quali furono licenziati riducendo così nuovamente il tempo libero di White. Inoltre White e Lascaris non riescono a far fronte alle spese di gestione e della fattoria e un forte attacco di asma mise in pericolo la vita di White.
Nel 1951 successe un avvenimento fondamentale nella vita di White. Mentre accudiva i cani scivolò nel fango e iniziò a bestemmiare. Questo avvenimento gli fece rivalutare la sua vita considerando la presenza di un dio fino ad allora sempre negato. Dopo quest'episodio ricominciò a scrivere, anche se frequenti attacchi d'asma lo costringevano a lunghe giornate di riposo. Nel 1954 terminò L'albero dell'uomo e lo inviò all'editore a Londra e New York.
L'albero dell'uomo venne pubblicato nel 1955 negli Stati Uniti e subito dopo in Inghilterra dove ricevette delle entusiastiche recensioni, ma, come da tradizione, fu stroncato dai critici australiani. White ebbe dei dubbi se continuare a scrivere dopo che le sue opere furono largamente ignorate in Australia (tre delle quali furono definite non-australiane dai critici), ma si rimise subito al lavoro con la stesura del romanzo successivo, L'esploratore, il romanzo con cui sfondò anche in Australia e con cui vinse la prima edizione del Miles Franklin Award.
Nel 1958 pubblicò il saggio autobiografico The Prodigal Son e nell'ottobre del 1961 I passeggeri del carro, un best seller e col quale vinse il secondo Miles Franklin Award. Dopo la rappresentazione di The Ham Funeral all'Adelaide Festival gli venne riconosciuto anche il suo talento di drammaturgo. Scrisse la commedia La stagione a Sarsaparilla e contemporaneamente iniziò la stesura del romanzo Frangia di foglie. Negli anni sessanta White ambientò molte delle sue opere nella città immaginaria di Sarsaparilla e sono incluse in The Burnt Ones, una raccolta di racconti scritti dopo aver abbandonato la stesura di Una frangia di foglie nel 1963 da cui trasse, per i racconti Clay e Down at the Dump, una sceneggiatura per la televisione. Lavorò ancora per il teatro drammatizzando il racconto A Cheery Soul.
Da quel momento nessuno mise più in dubbio che sia uno dei migliori autori al mondo. White era una persona riservata, sempre restio a concedere interviste e alla mondanità, sebbene la sua cerchia di amici si allargasse in modo significativo.
Nel 1964 vendette la casa a Castle Hill e si trasferì a Sydney. Contemporaneamente iniziò la stesura di Il mandala solido, che venne pubblicato nel 1966. Nel 1968 White iniziò la stesura di The Vivisector, il ritratto dell'indole di un artista. Alcuni videro nel protagonista l'amico Sidney Nolan, ma White ha sempre fortemente negato che il romanzo fosse basato su di lui. In questo periodo prese la decisione di rifiutare qualsiasi premio per i suoi lavori. Declinò sia i diecimila dollari del Britania Award che il terzo Miles Franklin Literaly Award. White fu contattato da Henry Miller per lavorare alla sceneggiatura di L'esploratore, ma il progetto andò alla deriva.
Dopo la morte della sorella nel 1969 White scrisse la seconda stesura di The Vivisector, che venne pubblicato l'anno successivo. Nello stesso anno prese posizione contro la censura e si unì ad altri personaggi pubblici contro la decisione del governo australiano di partecipare alla guerra del Vietnam. Questo romanzo fu selezionato tra i sei finalisti del Lost Man Booker Prize assegnato nel 2010.
Nel 1973 gli venne conferito il premio Nobel per la letteratura "per un'epica e psicologica arte narrativa che ha introdotto un nuovo continente nella letteratura". White non andò di persona a ritirare il premio, ma mandò l'amico Sidney Nolan. L'annuncio del Nobel ebbe effetti immediati sulla sua carriera: il suo editore raddoppiò la tiratura di L'occhio dell'uragano, uscito lo stesso anno, e gli diede un cospicuo anticipo per le sue opere successive. Nel 1974 White istituì il Premio Patrick White, conferito annualmente a scrittori che dimostrino una grande creatività per un lungo periodo di tempo, ma senza riceverne un adeguato riconoscimento. White fu anche nominato australiano dell'anno. Lo stesso anno uscì The Crockatoos.

## Gli anni del tramonto

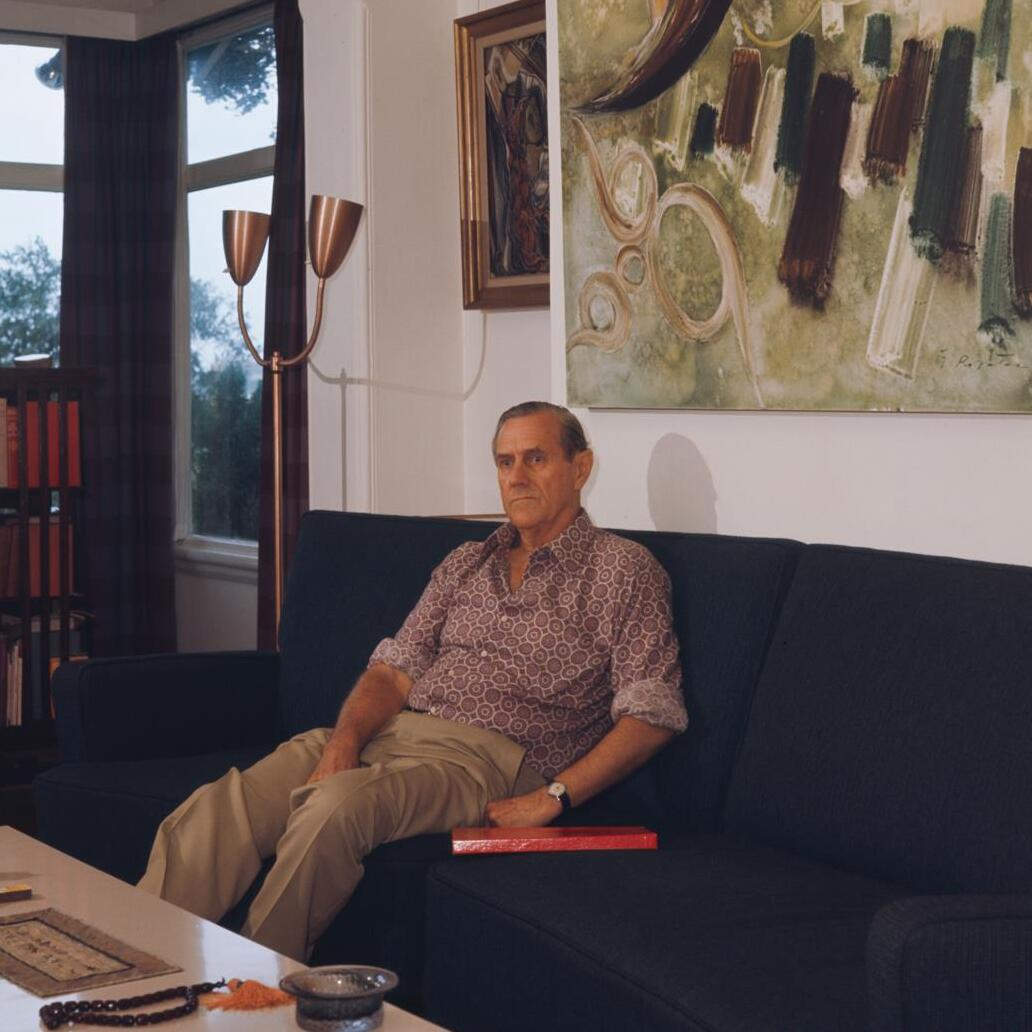
Patrick White nel 1972.

White sostenne il governo laburista di Gough Whitlam dal 1972 al 1975, e dopo la crisi costituzionale del 1975 e la conseguente cacciata di Whitlam divenne particolarmente antimonarchico ed espose quest'idea in alcune rare apparizioni televisive.
Nel 1976 terminò Una frangia di foglie, un romanzo iniziato molti anni prima. Tra il 1977 e il 1978 scrisse le sceneggiature di Monkey Puzzle e Last Words e il romanzo The Twyborn Affair'', che uscì nel 1979. Per questo romanzo fu candidato al Booker Prize, ma rifiutò la candidatura per lasciare spazio ai giovani scrittori.
Nel 1981 uscì la sua autobiografia, Flaws in the Glass: A Self Portrait, in cui esplora molti aspetti della sua vita, tra cui l'omosessualità e le ragioni per cui rifiutò di ritirare personalmente il premio Nobel. Nello stesso anno iniziò la stesura dell'ultimo romanzo, Memoirs of Many in One, che viene curiosamente attribuito alla penna "di Alex Xenophon Demirjan Gray, curato da Patrick White", ma il lavoro procedette a rilento per il peggioramento della sua salute che lo costrinse a periodi di inattività. Il romanzo L'esploratore venne trasformato in uno spettacolo teatrale e White fu invitato per assistere alla rappresentazione all'Adelaide Festival, ma rifiutò per la presenza della regina Elisabetta II, andando invece a vederlo a Sydney.
Nel 1986 uscì Memoirs of Many in One e l'anno successivo Three Uneasy Pieces. Nonostante la sua salute peggiorasse ulteriormente e seppur costretto ad una degenza ospedaliera, collaborò con David Marr alla sua biografia, Patrick White. A Life. Morì il 30 settembre nella sua casa di Sydney per complicazioni polmonari.
Nel 2012 gli eredi testamentari pubblicarono un romanzo incompleto, dal titolo The Hanging Garden, che Bompiani ha pubblicato in Italia nel 2014, a cura di Mario Fortunato, col titolo di Il giardino sospeso.

## Opere

### Romanzi
- 1939. Happy Valley
- 1941. The Living and the Dead
- 1948. The Aunt's Story

Mai un passo amico, Roma, Casini, 1951
- 1955. The Tree of Man
- 1957.Voss

L'esploratore, traduzione di Piero Jahier, Torino, Einaudi, 1965
- 1961.Riders in the Charriot

I passeggeri del carro, traduzione di Camillo Pennati, Torino, Einaudi, [1976]
- 1966. The Solid Mandala

Mándala solido, traduzione di Andrea D'Anna, Milano, Bompiani, 1973
- 1970. The Vivisector
- 1973. The Eye of the Storm

L'occhio dell'uragano, Trad. di Paola Bottalla Nordio, Loredana Da Schio, Rodolfo Delmonte, Milano, Bompiani, 1974
- 1976. A Fringe of Leaves
- 1979. The Twyborn Affair
- 1986. Memoirs of Many in One
- 2012. The Hanging Garden (postumo, incompleto)

Il giardino sospeso, traduzione e cura di Mario Fortunato, Milano, Bompiani, 2014, ISBN 978-88-452-7691-0

### Raccolte di racconti
- 1964. The Burnt Ones
- 1974. The Cockatoos (comprende: A woman's hand, The full belly, The night the prowler, Five-twenty, Sicilian vespers, The cockatoos)

La mano di una donna, traduzione di Simone Garzella, Mendrisio, Capelli, c2008, ISBN 978-88-87469-56-1
- 1987. Three Uneasy Pieces (comprende: The screaming potato, Dancing with both feet on the ground, The age of a wart)

Tre storie insolite, traduzione di Giovanni Soldini, Macerata, Simple, 2014. ISBN 978-88-6924-047-8. Contiene: L'urlo della patata, Ballare con entrambi i piedi per terra, L'età di una verruca

### Autobiografie
- 1981. Flaws in the Glass

### Poesie
- 1929 circa. Thirteen Poems, scritti sotto lo pseudonimo di Patrick Victor Martindale
- 1935. Ploughman and Other Poems

### Teatro
- 1935. Bread and Butter Women Inedito
- 1935. The School for Friends Inedito
- 1947. Return to Abyssinia Inedito
- 1947. The Ham Funeral
- 1962. The Season at Sarsaparilla
- 1964. Night on Bald Mountain (play)
- 1963. A Cheery Soul
- 1977. Big Toys
- 1982. Signal Driver: A Morality Play for the Times
- 1983. Netherwood
- 1987. Shepherd on the Rocks